# Belmiro José Malate
Belmiro José Malate ist ein Diplomat aus Mosambik.

## Werdegang
Malate begann seinen Dienst im mosambikanischen Außenministerium 1980. Von 1984 bis 1987 war er mosambikanischer Hochkommissar in Malawi, von 2001 bis 2004 Botschafter in Dubai (Vereinigte Arabische Emirate), von 2004 bis 2009 Hochkommissar in Botswana und von 2009 bis 2015 Botschafter in Japan. Dazwischen war er im Außenministerium von 1997 bis 1999 Leiter des Referats für die Entwicklungsgemeinschaft des südlichen Afrika (SADC), von 1999 bis 2001 Leiter der Abteilung für multilaterale Wirtschaftsbeziehungen und von 2015 bis 2019 Direktor der Abteilung für Asien und Ozeanien.
2019 wurde Malate mosambikanischer Botschafter in Indonesien, mit Sitz in Jakarta. Am 20. Mai 2020 ernannte Mosambiks Präsident Filipe Nyusi Malate auch zum neuen mosambikanischen Hochkommissar in Malaysia. Am 16. September 2021 übergab Malate seine Zweitakkreditierung für Singapur an den singapurischen Präsidenten Halimah Yacob und am 11. November 2021 übermittelte Malate, aufgrund der COVID-19-Pandemie virtuell, seine Zweitakkeditierung für Osttimor. Malate ist zudem für Thailand akkreditiert.